# Myodermum laevicostatum
Myodermum laevicostatum är en skalbaggsart som beskrevs av Basilewsky 1956. Myodermum laevicostatum ingår i släktet Myodermum och familjen Cetoniidae. Inga underarter finns listade i Catalogue of Life.